# Фицджеральд, Джон Анстер
Джон Анстер Фицджеральд (или Джон Анстер Кристиан Фицджеральд, англ. John Anster Christian Fitzgerald, 1819?, Ламбет (?), Великобритания — 1906, Великобритания) — британский художник-романтик ирландского происхождения, крупнейший представитель викторианской сказочной живописи.

## Биография

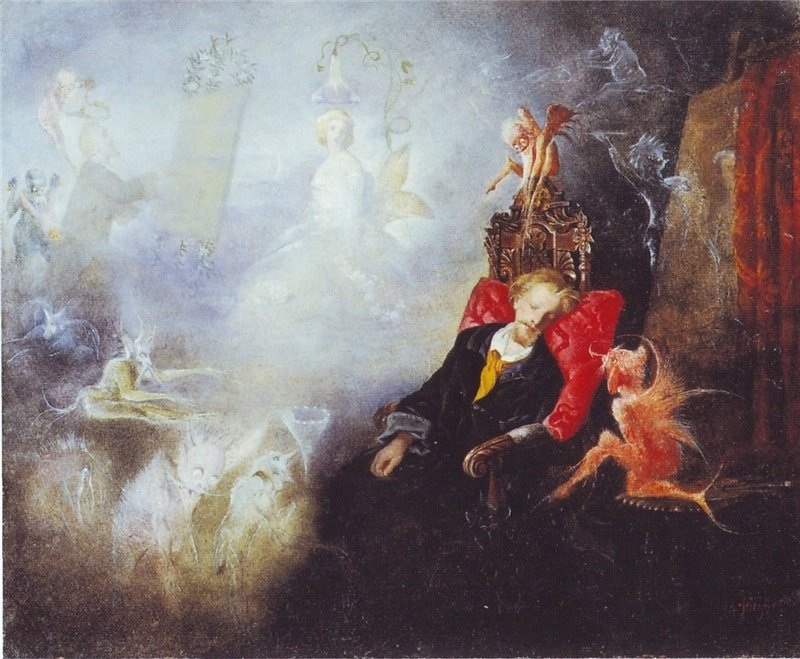
Джон Анстер Фицджеральд. Предполагаемый автопортрет художника на картине «Сон художника», 1860

О жизни художника известно мало. Он был сыном Уильяма Томаса Фицджеральда, который к моменту рождения сына был малоизвестным поэтом и искал себя на поприще театральной карьеры. Точная дата рождения художника неизвестна. Известно, что он был крещен в церкви Святой Марии в Ламбете 5 февраля 1823 года. Вероятно, он был старшим ребёнком в семье и ко времени крещения уже не был младенцем — ему было около пяти лет. На момент смерти в 1906 году Фицджеральду, как утверждалось в некрологах, было 87 лет.
Фицджеральд не получил профессионального образования художника. Его работы были впервые показаны в Королевской академии художеств в Лондоне в 1845 году. Его картины участвовали на этих выставках постоянно вплоть до 1902 года (в этом году художник представил картину на сюжет «Алисы в стране чудес»). Последовали выставки в Британском институте, в Королевском обществе британских художников и в Королевском обществе акварелистов, в Dudley Gallery. В конце 1850-х Фицджеральд создал серию изображений для «Иллюстрированных Лондонских новостей». Основная продукция художника, особенно в поздний период творчества, — картины на исторические сюжеты, портреты заказчиков и обнажённых натурщиц, не выходила за рамки викторианского стандарта. Наиболее значимы его картины в стиле «викторианской сказочной живописи», он даже получил прозвища «Fairy Fitzgerald» — «Сказочный Фицджеральд» и «King of the Fairy Painters» — «Король сказочных художников».
Художник часто не датировал картины и не надписывал их названия, а торговцы и коллекционеры часто переименовывали их. Обычно картины небольшого размера (30—36 сантиметров в длину), написаны маслом.
В 1849 году Фицджеральд женился на Мэри Энн Барр (англ. Mary Ann Barr, ум. 1899), которой на тот момент было девятнадцать лет. У них было не менее четырех сыновей и двух дочерей. Его младшая дочь, Флоренс Гарриет Фицджералд (англ. Florence Harriet Fitzgerald, 1857—1927), была живописцем и скульптором. Она вышла замуж за пейзажиста Уолтера Фоллена Бишопа (англ. Walter Follen Bishop, 1856—1936) в 1889 году.
Современники вспоминали о нём: «Он был живописный старик, embued! ... Вся его жизнь была одним длинным "Сном в летнюю ночь"». Фицджеральд имел узкий круг знакомств, посещал лондонский клуб «Дикарь» (основан в 1857 году в честь Ричарда Сэвиджа), центром духовной жизни которого были искусство, литература и христианская религия, своим названием он был обязан поэту, а также желанию членов клуба отказаться от пафосности и элитарности подобных клубов и предстать «рабочими людьми («дикарями») в литературе или искусстве». Среди членов было много журналистов. В 1871 году в клуб стали принимать музыкантов и для него приобрели рояль.
Фальсификаторы XX века были активны в создании подделок сказочных картин художника. Подделки были выявлены, когда анализ обнаружил современные пигменты в этих картинах.

## Особенности творчества и его судьба

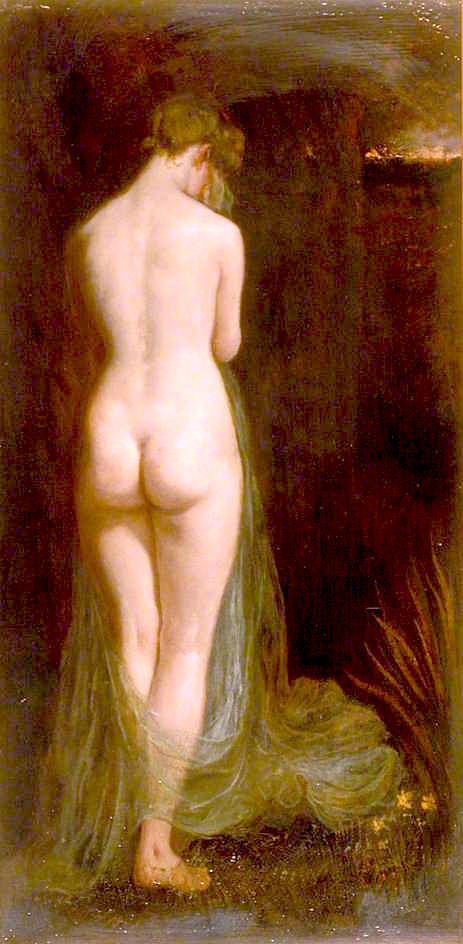
Джон Анстер Фицджеральд. Этюд обнажённой

Д. А. Фицджеральд черпал вдохновение в фольклоре, в собственном воображении, шекспировских сюжетах («Сон в летнюю ночь», «Буря») и в истории. Он писал портреты и многофигурные жанровые работы. При этом его произведения достаточно слабо связаны с литературными первообразами. В его творчестве находили мотивы Иеронима Босха и Питера Брейгеля Старшего.
Картинам художника свойственен зловещий и трагический характер. Искусствоведы объясняли это ирландской фольклорной традицией изображения волшебных персонажей злыми, а не добрыми, и также воздействием наркотиков, которые, вероятно, употреблял художник. Некоторые его картины, например «Мистика снов» (англ. The stuff Dreams are Made, 1858) и «Плененная мечтательница» (англ. The Captive Dreamer, 1856), позволили исследователям предположить знакомство художника с опием и лауданумом. В этих картинах изображены гоблиноподобные фигуры, разносящие прозрачные бокалы с загадочным напитком и склянки, в которых в Викторианскую эпоху продавали в аптеках лауданум.
Ландшафт на картинах художника представлял собой лес и водоёмы. Лес, противопоставляемый саду, выполнял роль зачарованного места — пространства загадочного и таинственного, враждебного человеку. Река (ручей) выполняла роль границы подобного мира. Ей противопоставлялось озеро — замкнутое и неподвижное пространство. Подводное царство характеризовалось изменчивостью и непостоянством.
Художник часто использовал яркие цвета: красные, синие и пурпурные, фон на его картинах обычно тёмный. Персонажей всегда большое количество, они вступают друг с другом в странные, часто враждебные отношения. Искусствовед писал о его работах: «…яркий мир, созданный Фицджеральдом, при ближайшем рассмотрении становится мрачным, заполненным маленькими порочными феями, мучающими птичек, насекомых. мышек и другие существа».
Произведения художника были забыты после его смерти. После длительного перерыва внимание к картинам художника привлекла в 1998 году выставка викторианских сказочных картин в Королевской Академии Искусств. Они стали известны широкому зрителю в Великобритании после 2005 года. В настоящее время картины Джона Анстера Фицджеральда хранятся в крупных британских музеях, в том числе в Галерее Тейт. Некоторые его картины были проданы за 500 000 £, хотя обычно продаются на аукционах по ценам между 30 000 £ и 120 000 £.
Наиболее интересными среди циклов картин художника в настоящее время считаются:
- цикл картин о сновидениях и спящих девушках[3],
- цикл картин о таинственных существах волшебного мира, в частности о конфликте сказочного мира и Малиновки (в русском языке иногда её переводят как имя собственное Робин, в английском языке она — символ Рождества с середины XIX века): «Малиновка, защищающая свое гнездо», «Пленённая малиновка», а особенно «Кто убил малиновку?» (англ. Who killed Cock Robin?), «Похороны феи» (англ. The Fairy’s Funeral, 1864), «Корабль фей» (англ. The Fairies Barque, 1860). Искусствоведы отмечают тщательно выписанных птиц, цветы и насекомых и небрежно набросанных человекоподобных сказочных персонажей[3][5].

## Галерея

Некоторые работы в стиле викторианской сказочной живописи
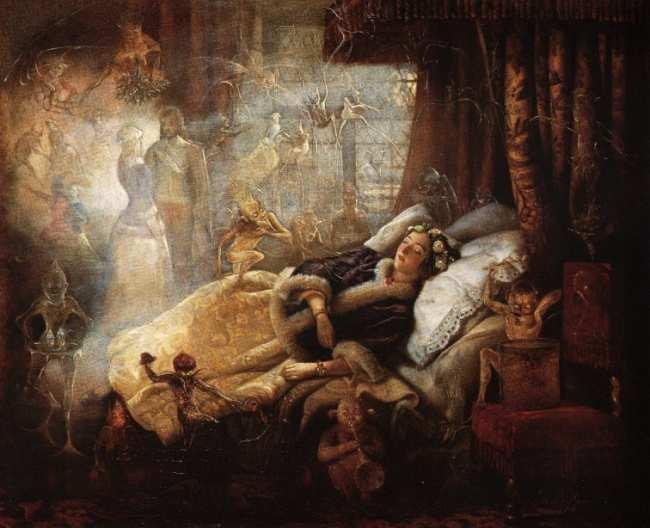
Сновидения, 1858
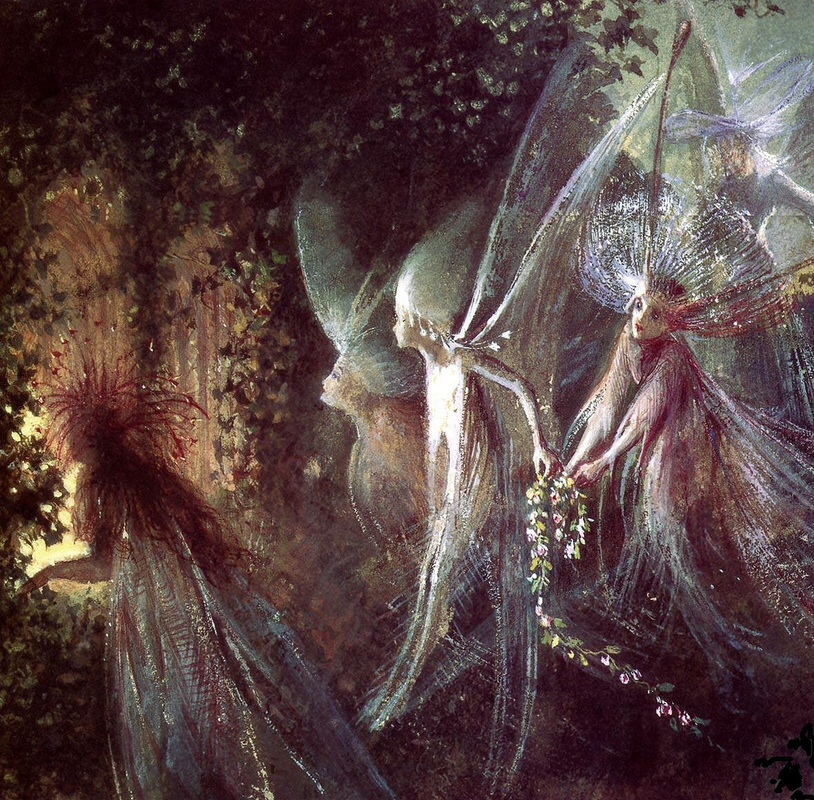
Феи, смотрящие в готическую арку, около 1860
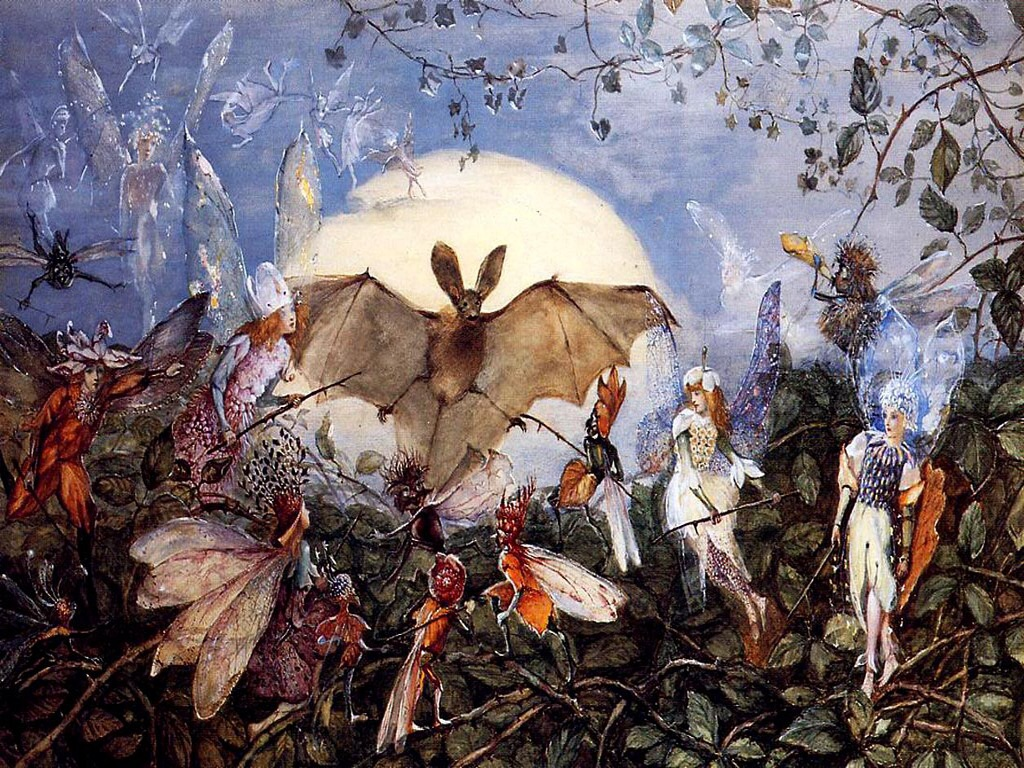
Схватка фей с летучей мышью, около 1860
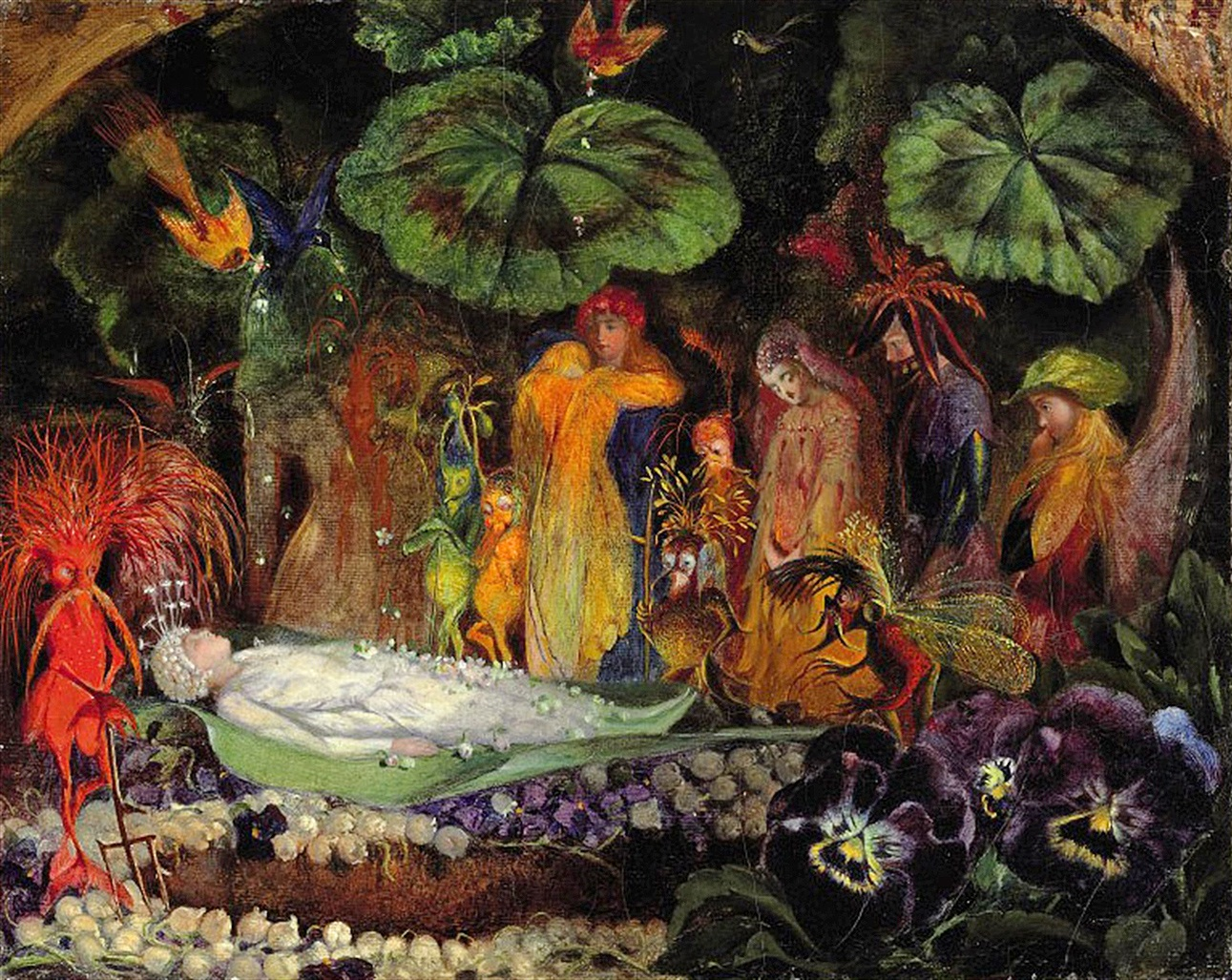
Смерть феи, около 1860
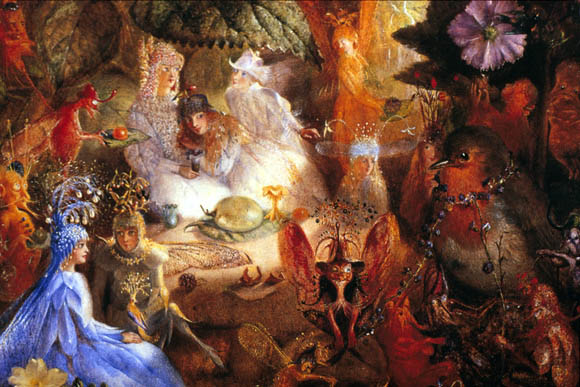
Пленённая Малиновка, около 1864
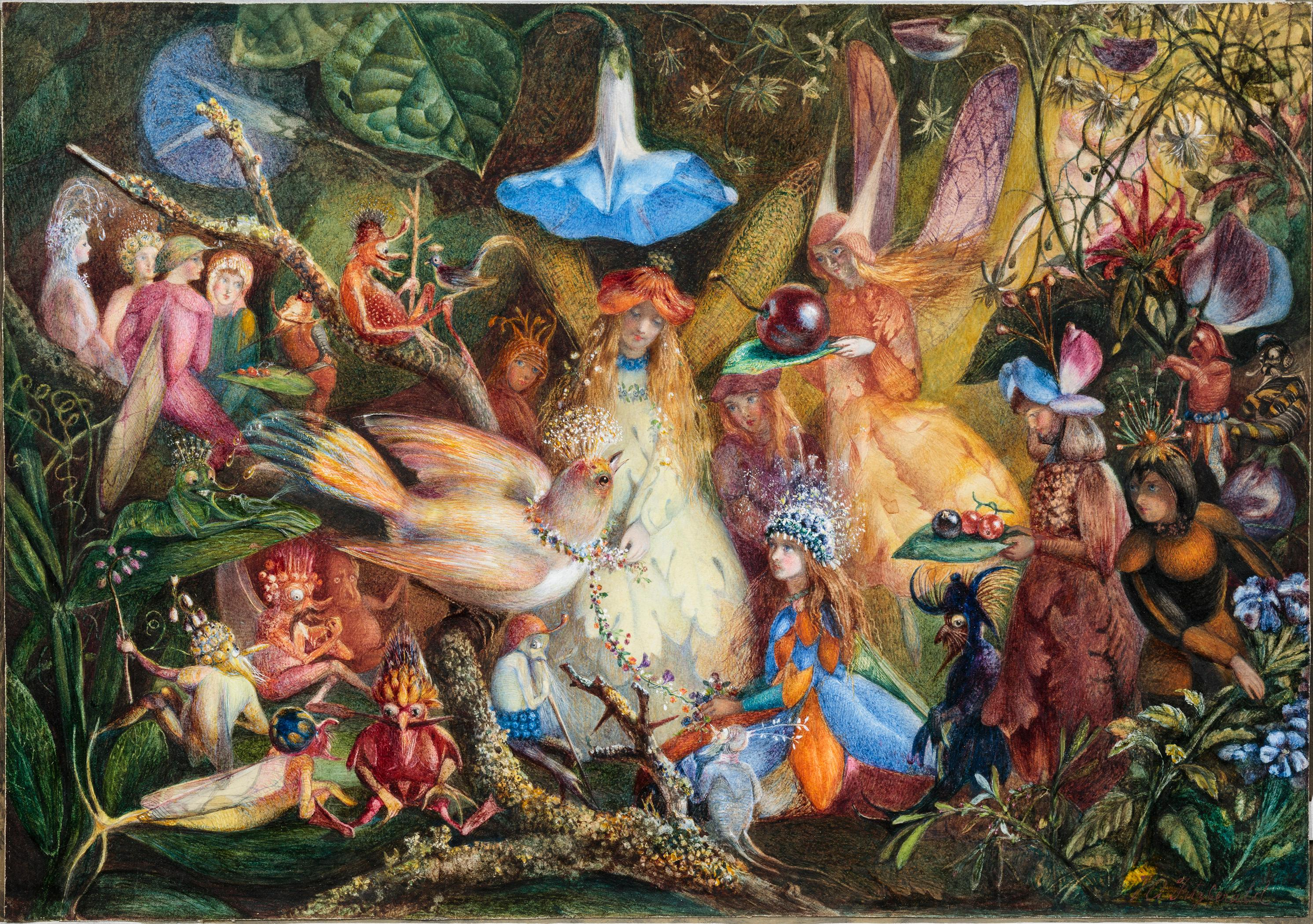
Любимец фей, около 1865
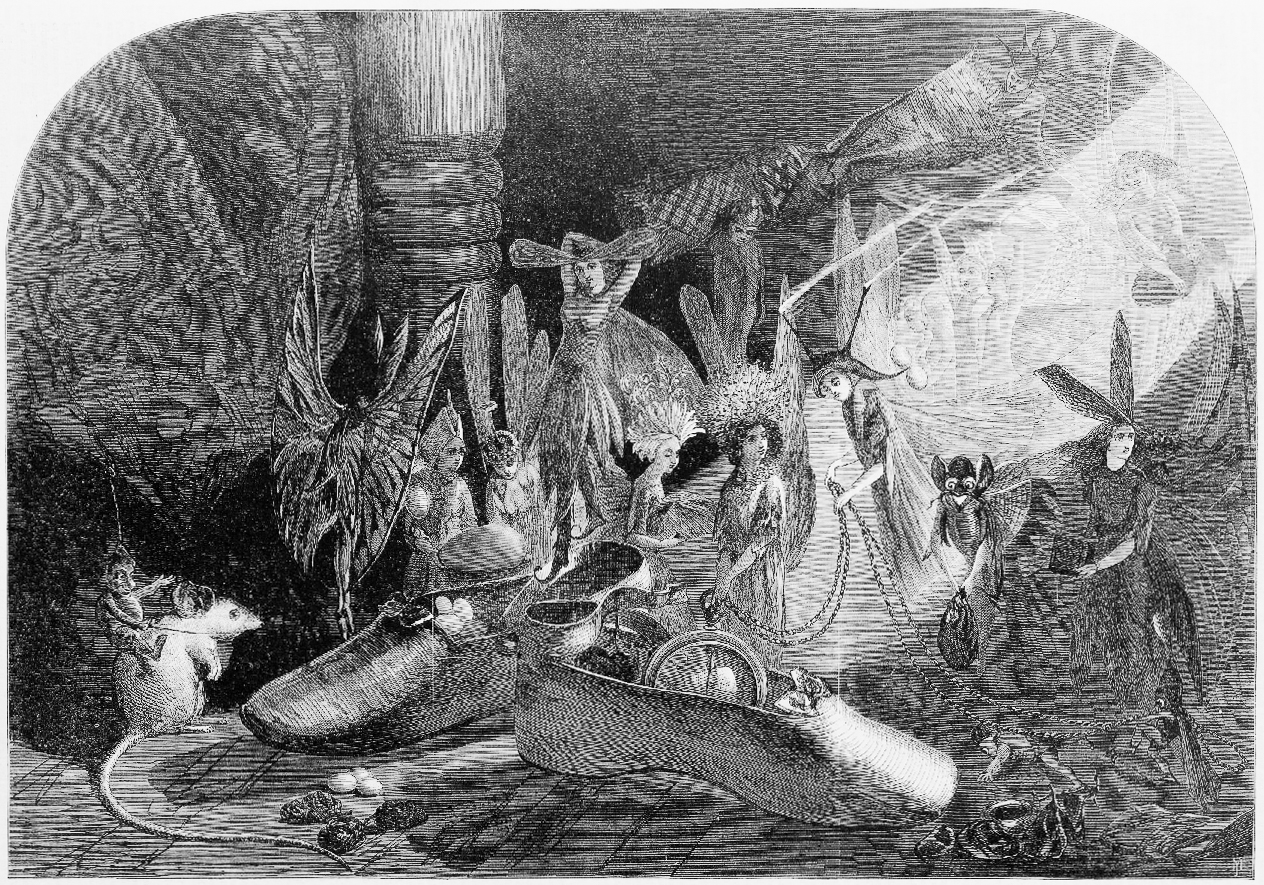
Волшебные подарки, The Illustrated London News, 1868
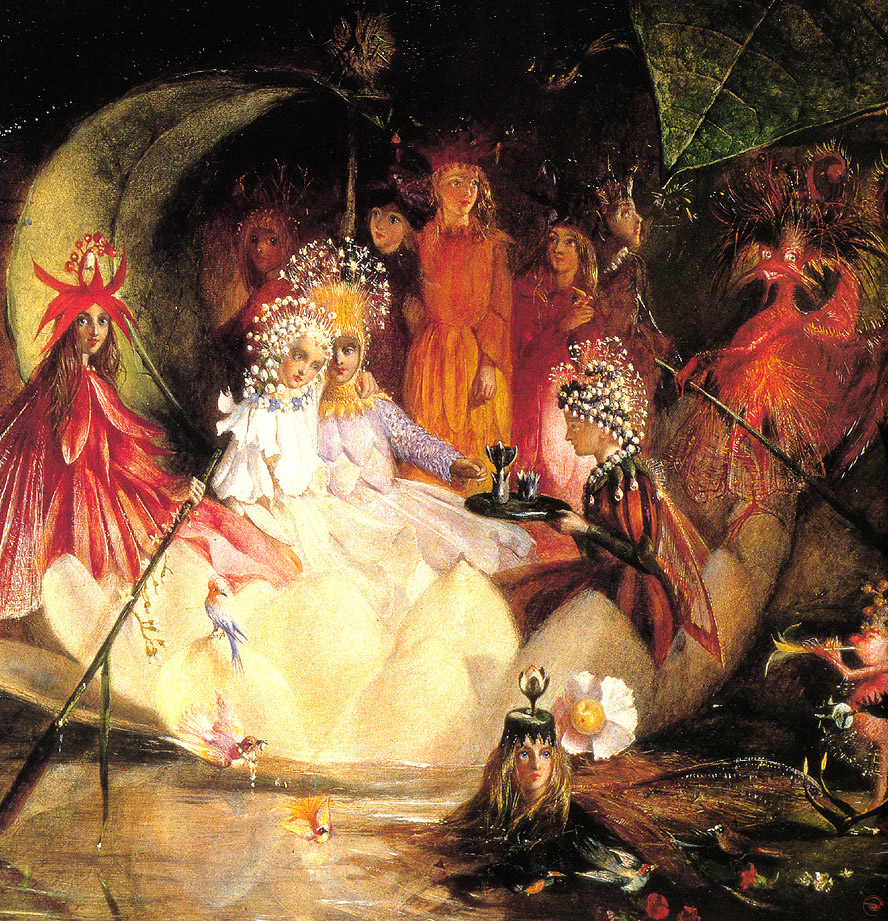
Свадьба Оберона и Титании, кон. XIX в.
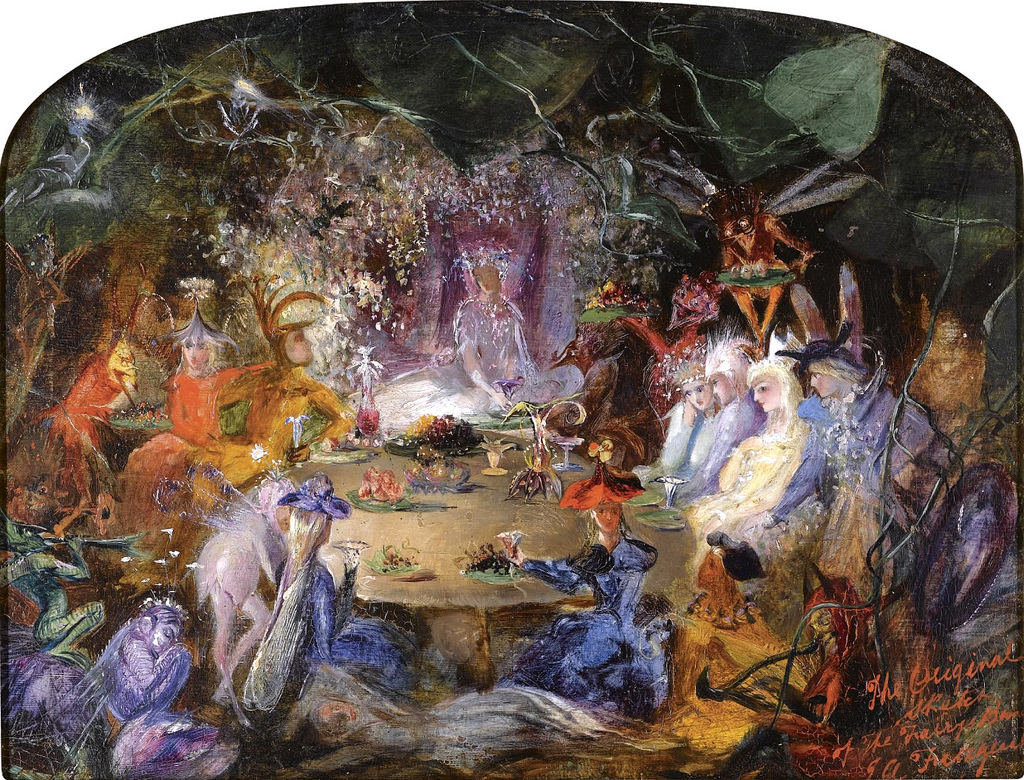
Пиршество фей, кон. XIX в.
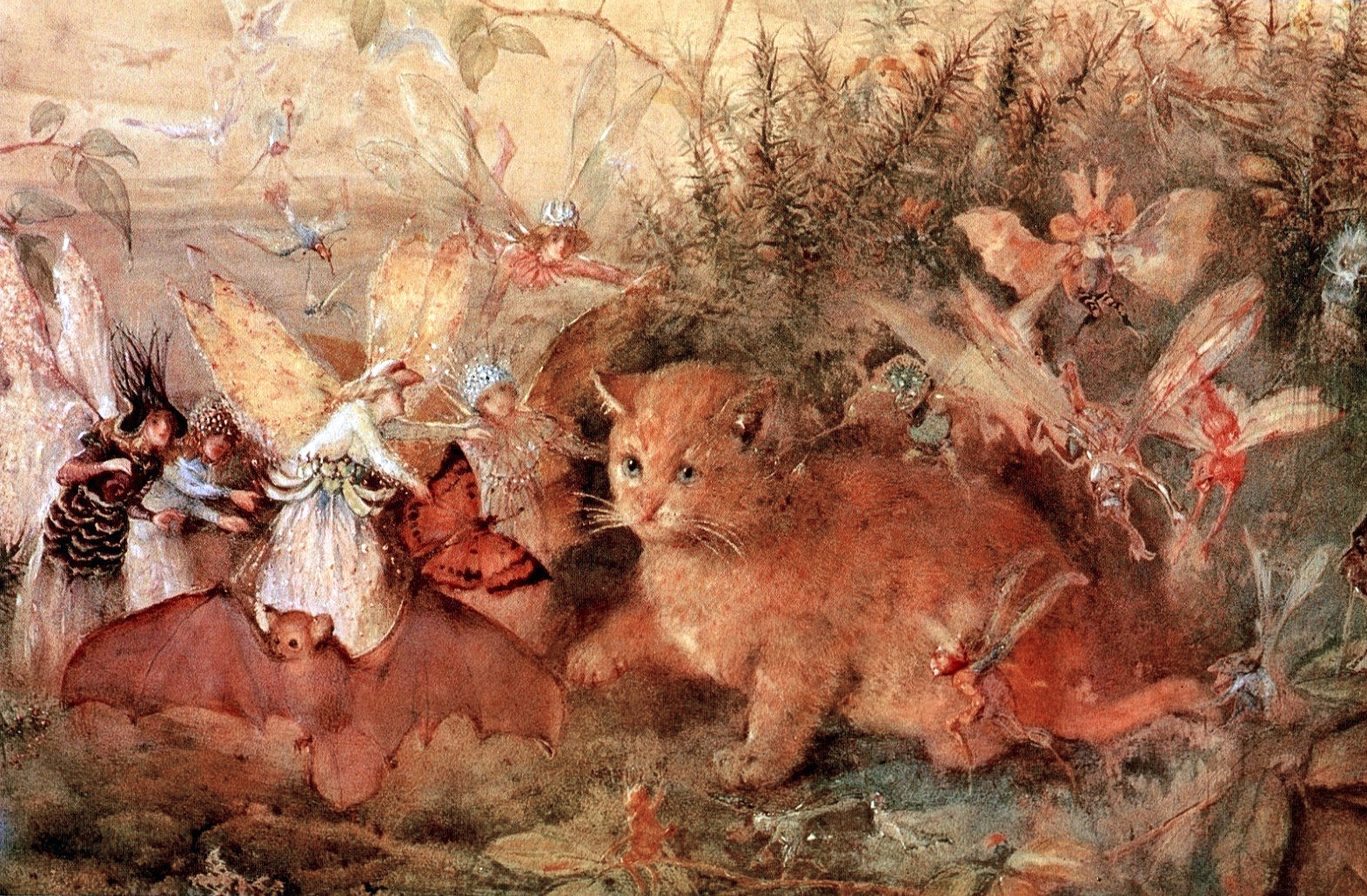
Кот среди фей, кон. XIX в.